# Nam khao
Nam khao (tiếng Lào: ແໜມເຂົ້າ), Nem Thadeua (tiếng Lào: ແຫນມ ທ່າ ເດືອ), Yam Naem (tiếng Thái: ยำแหนม), Yam Naem Khao Thot (tiếng Thái: ยำแหนมข้าวทอด) hay Naem Khluk (tiếng Thái: แหนมคลุก) còn gọi là gỏi cơm giòn Lào, gỏi cơm nắm chiên Lào, Nam khao Tod, Yam Naem Khao Tod, Naem Khao, Nem Khao, Nam Khun hay Naem Khao là một món gỏi khai vị rất phổ biến của Lào có nguồn gốc từ Tha Deua, một làng cảng nhỏ, ở Viêng Chăn, Lào.